# Second Souffle (téléfilm)
Pour les articles homonymes, voir Second souffle.
Second Souffle (Ambulance Girl) est un téléfilm américain réalisé par Kathy Bates, diffusé le 12 septembre 2005 sur Lifetime.

## Fiche technique
- Titre original : Ambulance Girl
- Titre français : Second souffle
- Réalisation : Kathy Bates
- Scénario : Alan Hines, d'après le roman Ambulance Girl: How I Saved Myself by Becoming an EMT de Jane Stern (en)
- Photographie : Jean Lépine
- Musique : David Nessim Lawrence (de)
- Société de production : Von Zerneck/Sertner Films
- Pays d'origine :  États-Unis
- Langue originale : anglais
- Durée : 88 minutes

## Distribution
- Kathy Bates : Jane Stern
- Robin Thomas (en) : Michael Stern
- Nathalie Toriel : Dot
- Jennifer Overton : Hailey
- Rhonda McLean (VF : Armelle Gallaud) : Sarah
- Marcia Kash : Myra Schlesinger
- Michael Bach : Nicky Rivers
- Steve Boyle (VF : Fabien Jacquelin) : Spencer
- Dawn McKelvie Cyr : Clerk
- Mary-Colin Chisholm (en) : Sharon
- Douglas Robertson (VF : Jonathan Amram) : un jeune du lycée

 Source et légende : version française (VF) sur RS Doublage

## Accueil
Le téléfilm a été vu par environ 4,8 millions de téléspectateurs lors de sa première diffusion américaine.

## Distinctions
Kathy Bates a été mise en nomination aux Primetime Emmy Award de la meilleure actrice dans une mini-série ou un téléfilm.